# 李奎鳳
李奎鳳（イ・ギュボン、ハングル表記：이규봉、1971年10月9日 - ）は、大韓民国の韓国放送公社 (KBS) 所属のアナウンサー。1994年に延世大学校経営学科を卒業した。2000年にKBSの第26期公開採用でアナウンサーとして採用され入局した。2014年に漢陽大学校言論情報大学院に入学し、2017年に言論学の修士号を取得した。平日の夜7時から放送されている『KBSニュース7』のアンカーなどを担当している